# Hmotnostní koncentrace
Hmotnostní koncentrace je podíl hmotnosti rozpuštěné látky a objemu vzniklého roztoku. Jednotkou hmotnostní koncentrace je např. g/l.
{\displaystyle \rho _{A}={\frac {m}{V}}}
Naproti tomu hmotnostní zlomek je podíl hmotnosti složky (mA, mB, …) k hmotnosti celé směsi. Je to bezrozměrná veličina.
{\displaystyle w_{A}={\frac {m_{A}}{m_{A}+m_{B}+\ldots }}}
Součet hmotnostních zlomků všech složek směsi je roven 1, tzn. hmotnostní zlomek nabývá hodnot od 0 do 1.